# Kavárna Slavia

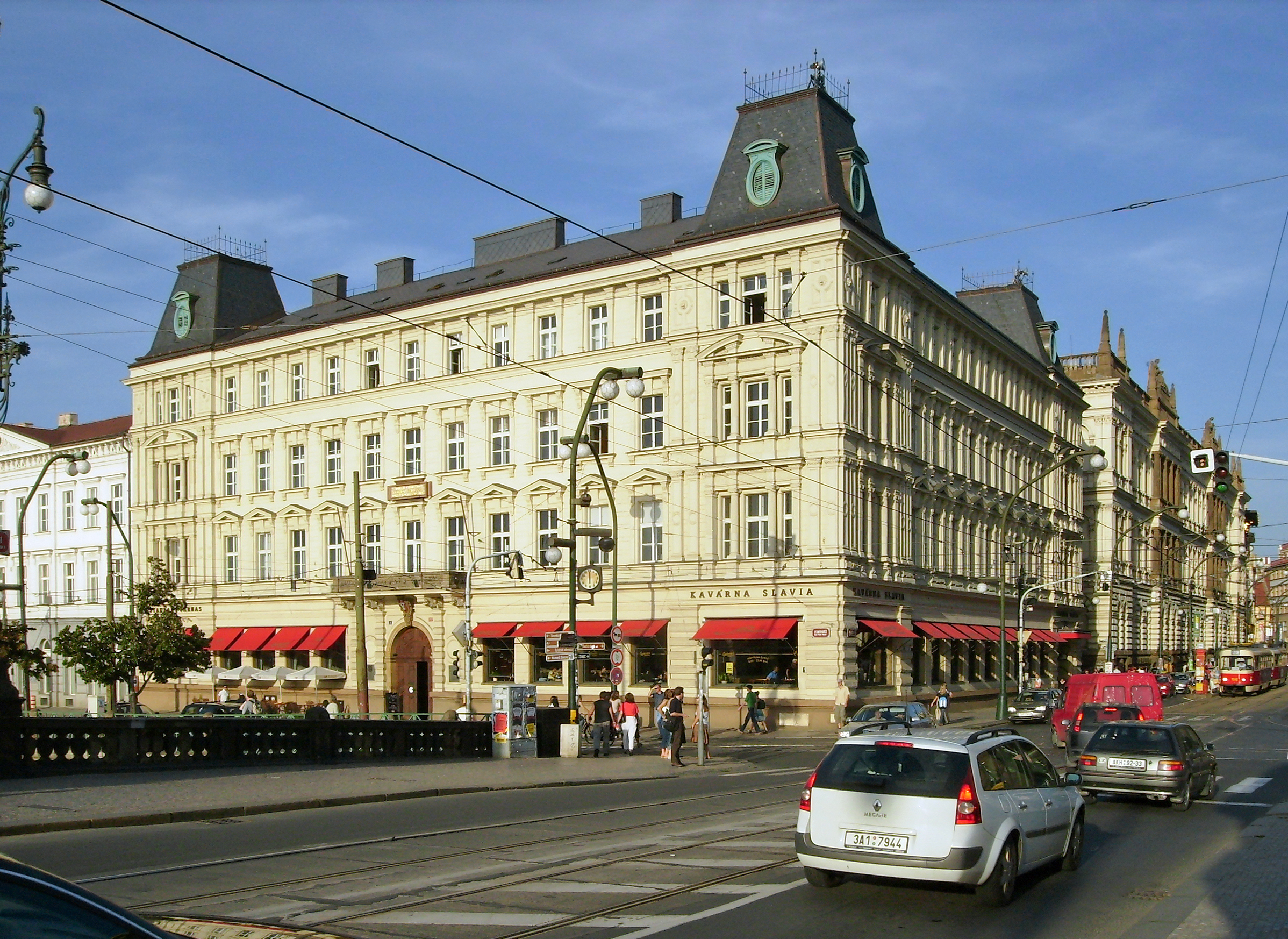
Palác Lažanských, v přízemí Kavárna Slavia (fotografie z mostu Legií)

Kavárna Slavia je známá pražská kavárna, která se nachází na pravém břehu Vltavy naproti Národnímu divadlu na nároží Národní třídy a Smetanova nábřeží v Paláci Lažanských na Starém Městě v městské části Praha 1. Z jejích velkých oken je výhled na Pražský hrad, Vltavu, Petřínskou rozhlednu a Malou Stranu. Budova je ve vlastnictví Akademie múzických umění v Praze, sídlí v ní Filmová a televizní fakulta Akademie múzických umění.

## Historie
Monumentální novorenesanční palác pro Prokopa hraběte Lažanského vznikl v letech 1861–1863. Předlohou k tomuto stylu jsou vídeňské novorenesanční stavby. Byla to jedna z posledních pražských palácových staveb, již v projektu koncipovaná jako kombinace reprezentativního šlechtického sídla, činžovního domu a administrativních prostor. Čtyřkřídlou třípatrovou budovu s dvěma dvory vystavěl pražský stavitel František Havel. V letech 1863–69 zde žil a tvořil také skladatel Bedřich Smetana. Položení základního kamene Národního divadla v roce 1868 a následné jeho otevření v roce 1881 ovlivnilo další historii budovy. 
V r. 1881 získal známý pražský živnostník Václav Zoufalý povolení k provozování kavárenské živnosti ve volných přízemních prostorách paláce a vybudoval zde dvě propojené kavárenské místnosti. V roce 1882 byla v paláci otevřena kavárna pojmenovaná Nová Slavia, jejíž název byl inspirován myšlenkou českého národního cítění a panslavismu. V roce 1883 byla kavárna dále zvelebena a dostala nový vchodový portál. Kavárna byla slavnostně otevřena 30. srpna 1884 již jako Kavárna Slavia.  
Kavárna byla za celou svou historii mnohokrát přestavována. V roce 1912 si nájemce kavárny Rudolf Mužík pronajal další místnosti přiléhající k Divadelní ulici a stavitel A. Blecha navrhl a provedl odstranění dalších dělicích příček za účelem sjednocení vnitřního prostoru. Venkovní okna byla opatřena markýzami. O velkorysou přestavbu kavárny ve stylu art deco se v letech 1932-1932 zasloužili Václav Fišer se synovcem Jaroslavem Štěrbou ve spolupráci s architektem Oldřichem Stefanem. Obnovená Slavia s mramorem a dřevem na stěnách, koženými boxy, velkými zrcadly a kulatými stolky se stala chloubou kavárenské Prahy.  Zásadním zásahem bylo nejen zbourání zbylých dělicích stěn a příček, ale i osazení velkých oken, které otevřely výhled na nádherné pražské panorama a ještě více vizuálně propojily kavárenské publikum se životem ulice. V kavárně se objevily pověstné výtahy na garderóbu, účinné strojní větrání a hygienické toalety. Prostory kavárny se rozšířily o dnešní Parnas. Obraz představující Slavii, matku Slovanů, jejíž jméno kavárna nese, byl přemístěn do sbírek Městské galerie a nahrazen obrazem, který představuje pijáka absintu Viktora Olivy.
Kavárna byla tradičně navštěvována herci, hudebními skladateli a divadelními režiséry. Mezi hosty patřili Antonín Dvořák, Jindřich Mošna, Jaroslav Kvapil, Karel Hašler, Karel Hugo Hilar, Jiří Voskovec a Jan Werich, a později Karel Höger, Alfred Radok, Ladislav Pešek, Rudolf Hrušínský, Jana Hlaváčová, Dana Medřická. V kavárně Slavia vznikly i mnohé skvělé povídky dvojice Miloslav Šimek a Jiří Grossmann.
Kavárnu si v dvacátých letech oblíbila i slavná ruská spisovatelka Marina Cvětajevová, která se zde zastavovala cestou z redakce časopisu "Vůle Ruska" . Společnost jí často dělali další ruští emigranti, spisovatelé Arkadij Timofejevič Averčenko, Jevgenij Nikolajevič Čirikov nebo Alexej Michajlovič Remizov. 
Dlouhou německou okupací za druhé světové války uhasínal společenský život a kavárna v Paláci Lažanských stagnovala. Masarykovo nábřeží bylo přejmenováno na Heydrichovo a Národní třída na Victoriastrasse. Z kavárny Slavia se stala Kaffee "Viktoria" u. Konditorei.
Po osvobození v roce 1945 se kavárna vrátila k názvu Slavia. V roce 1948 byla kavárna znárodněna. Čilý společenský a kulturní život zde však nepolevoval. Praha se koncem čtyřicátých až šedesátých let stala útočištěm a místem setkání levicových spisovatelů z celého světa. Jorge Amado, Pablo Neruda, Nâzım Hikmet, Roque Dalton, Nicolas Guillén, Alfredo Varela, Muhammad Mahdi Al-Jawahiri, Gabriel García Márquez se zde setkávali se svými protějšky, jako byl  Jan Drda, Vítězslav Nezval, Marie Majerova a jiní. Mnoho těchto setkání proběhlo právě v kavárně Slavia. Kavárnu s oblibou v různých obdobích navštěvovali jak výtvarníci Jiří Kolář, Jan Zrzavý, Kamil Lhoták, tak i filmový režiséři Miloš Forman, Jiří Menzel, Věra Chytilová nebo Emir Kusturica. 
V 50. letech a v době normalizace po roce 1968 se kavárna stala místem setkávání československé disidentské inteligence. Kromě pozdějšího prezidenta Václava Havla sem chodil i Václav Černý, Jaroslav Seifert, Luděk Vaculík, Bohumil Hrabal či Josef Škvorecký. V kavárně byla kromě Charty 77 podepisována i petice Několik vět.

## Současnost
V roce 1989 byla kavárna pronajata firmě HN Gorin, americkým investičním fondům, jež slíbily kavárnu zrekonstruovat. Statika budovy byla po rozsáhlých rekonstrukcích z roku 1912 a hlavně z let 1932–32 vážně narušena. Avšak namísto otevření zůstala i přes protesty Pražanů zavřená až do roku 1997, kdy až po intervenci Václava Havla a po následující nákladné generální rekonstrukci firmou Centrotex byl její provoz obnoven. 
V roce 2006 se v kavárně natáčel první a zároveň poslední videoklip tehdy již 95letého režiséra Otakara Vávry.

V srpnu roku 2024 byl v prostoru na Národní č. 1 otevřen bar Forbína. Vstup do objektu je ze společného foyer s kavárnou Slavia. Do 30. let 20. století se zde nacházel kulečníkový sál se slavným obrazem Viktora Olivy Piják absintu. Po válce zde byla restaurace a po rekonstrukci koncem 90. let byl prostor doplněn velkým barovým pultem. Interiér nového baru navrhlo architektonické studio Olgoj Chorchoj. Součástí baru jsou rovněž autorské intarzie Michala Bačáka, volně navazující na historické intarzie v restauraci Parnas.

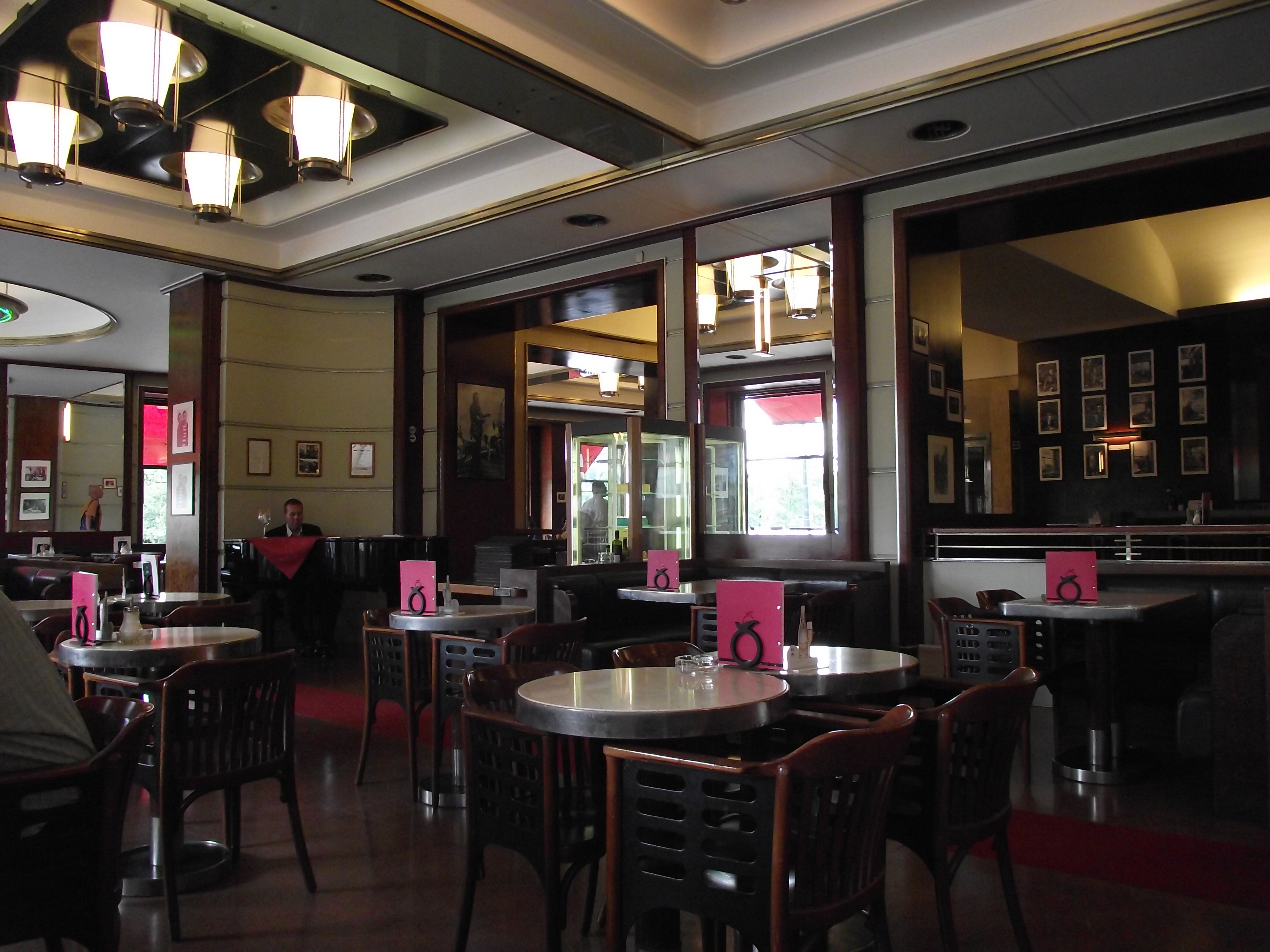
Interiér kavárny Slavia

## Kavárna Slavia v literatuře
- V roce 1959 napsal Nazim Hikmet cyklus básní Pobyt v Praze, jehož součástí je i báseň Rozprávka s přítelem básníkem Taufrem v kavárně Slavii.
- V roce 1967 Jaroslav Seifert na kavárnu Slavii odkazuje ve své knize Halleyova kometa. Básník kavárně věnoval také báseň Kavárna Slavie.
- V roce 1985 spisovatel Ota Filip nazval jeden ze svých románů Kavárna Slavia.
- V roce 1989 vyšly na gramofonové desce ve vydavatelství Supraphon scénky Miloslava Šimka a Jiřího Krampola pod názvem Slohová cvičení z kavárny Slavie.
- v roce 1989 vyšla knížka Michala Ajvaze Vražda v hotelu Intercontinental, jehož součástí je i báseň Kavárna Slavie.
- V roce 2012 vyšla knížka bývalého velvyslance Argentiny v České republice, Abela Posseho, Che Guevarův pražský příběh s fotkou stolečku v kavárně Slavia na titulní straně knížky. Che Guevara v knize popisuje své ranní rozjímání nad šálkem čaje v kavárně Slavia.
- V roce 2021 vyšla knížka Miloše Schmiedbergera Nadčasové povídky psané v kavárně Slavia.

## Poznámka
- V prostorách nad kavárnou sídlí Filmová a televizní fakulta AMU.